# 테트라쿼크

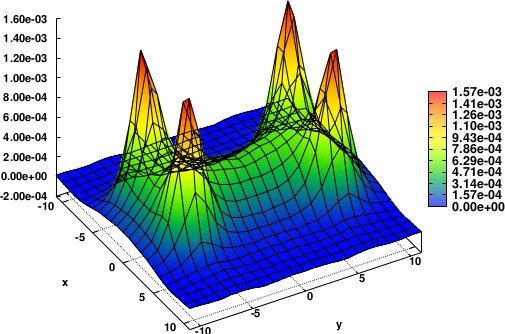

테트라쿼크는 두 쿼크와 두 반쿼크가 바닥 상태에 묶여있는 입자이다. 별난 중간자이다.

## 같이 보기
- 가둠
- 강입자
- 펜타쿼크